# يوزف بوجاك
يوزف بوجاك (بالبولندية: Józef Bujak)‏ هو متزحلق بولندي، ولد في 31 أكتوبر 1898 في زكوبن في بولندا، وتوفي بنفس المكان في 22 أبريل 1949.

## وصلات خارجية
- يوزف بوجاك على موقع أوليمبيديا (الإنجليزية)
- يوزف بوجاك على موقع اللجنة الأولمبية البولندية (مؤرشف) (البولندية)